# سينتانو
سينتانو هي كومونا في مدينة تورينو الحضارية في المنطقة الإيطالية بيدمونت ، وتقع على بعد حوالي 40 كيلومتر (25 ميل) شمال تورينو .